# 12 Pułk Ułanów Podolskich (PSZ)
12 Pułk Ułanów Podolskich (12 puł) – rozpoznawczy pułk samochodów pancernych Polskich Sił Zbrojnych.

## Formowanie i zmiany organizacyjne

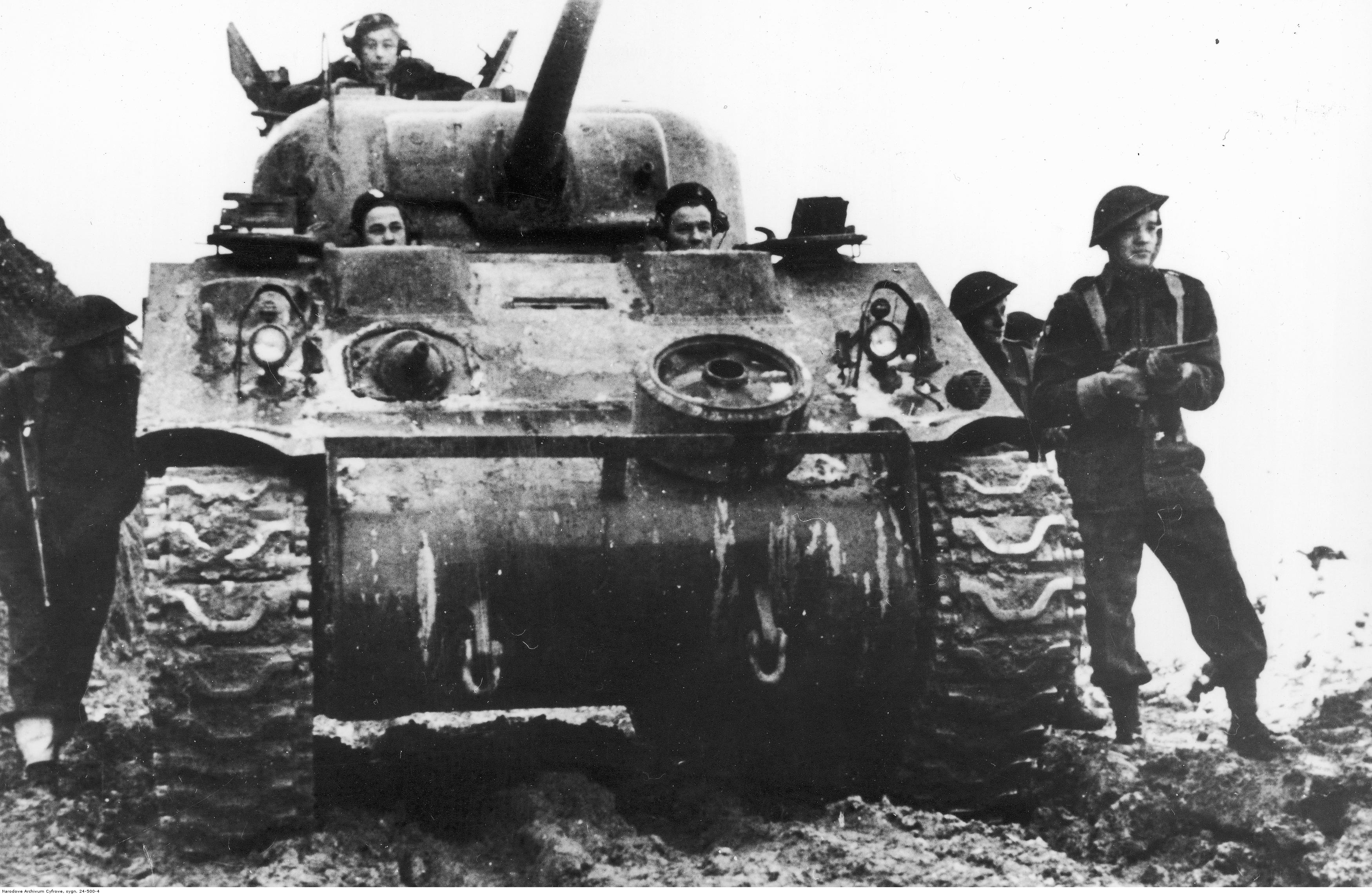
Spieszeni ułani podolscy przy czołgu M4 Sherman 4 Pułku Pancernego „Skorpion” pod Predappio; listopad 1944

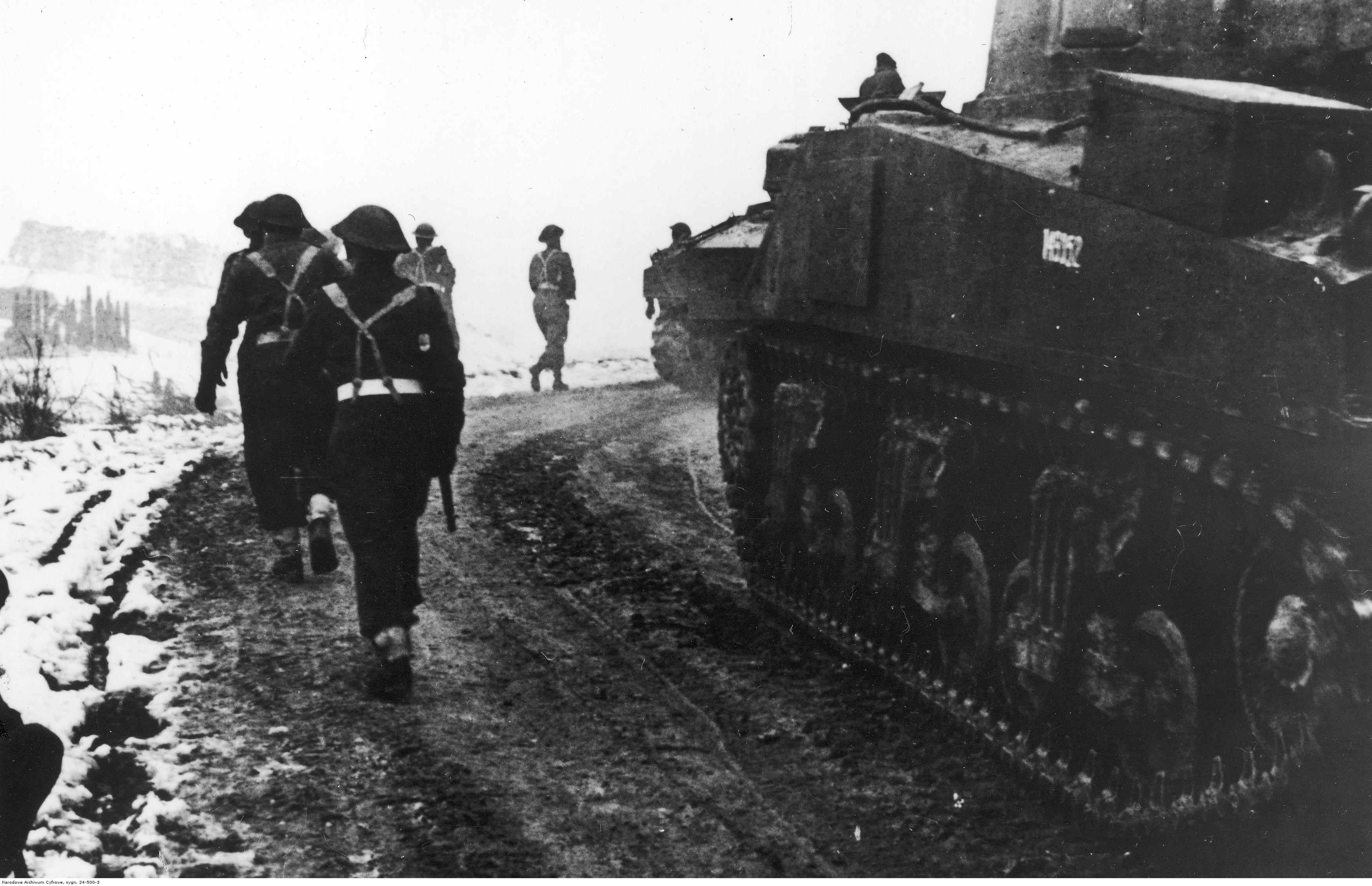
Ułani podolscy w marszu z czołgami 4 ppanc „Skorpion” pod Predappio

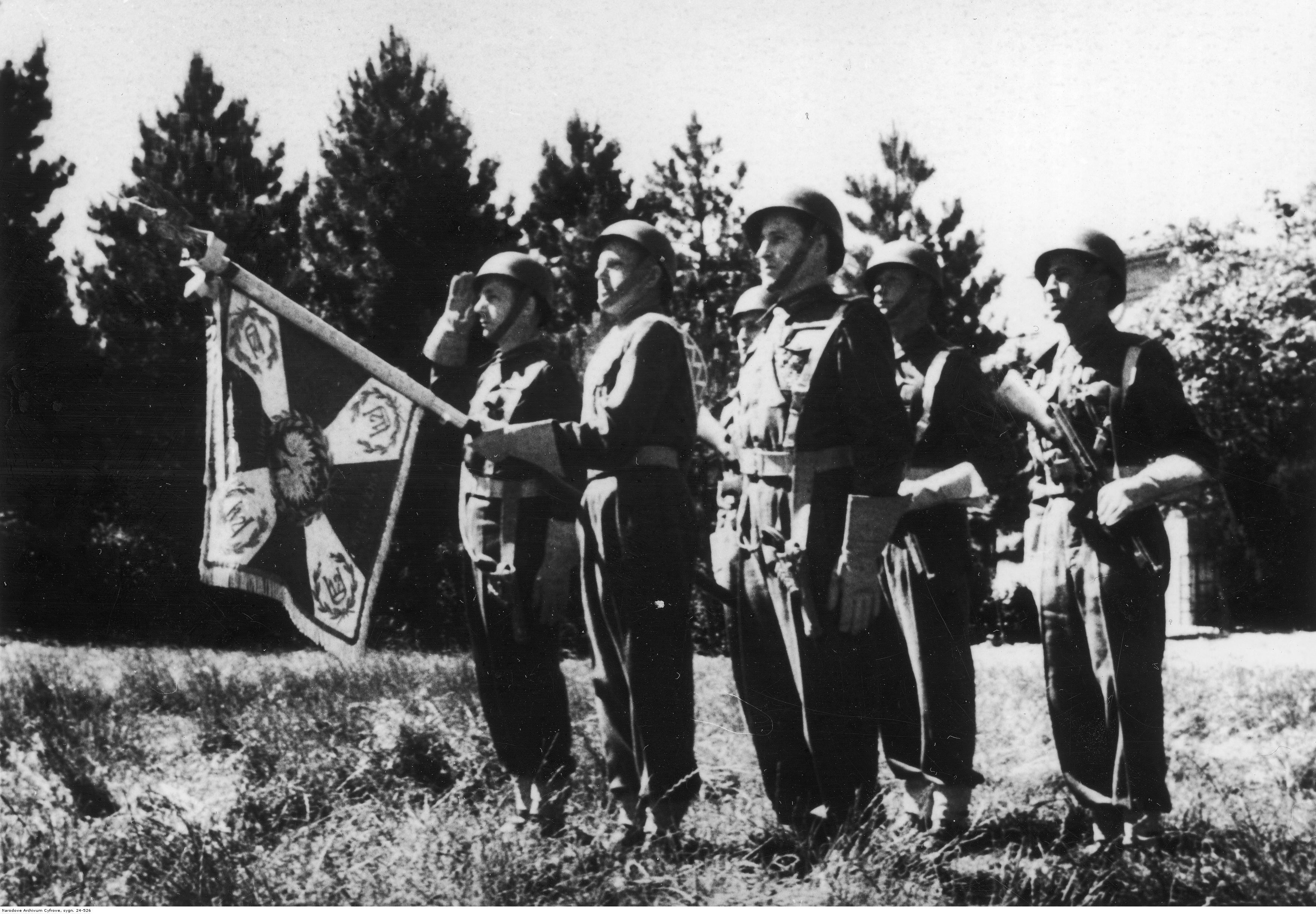
Poświęcenie sztandaru 12 Pułk Ułanów Podolskich 3 DSK we Włoszech; Cignoli k. Ankony, 11 listopada 1945

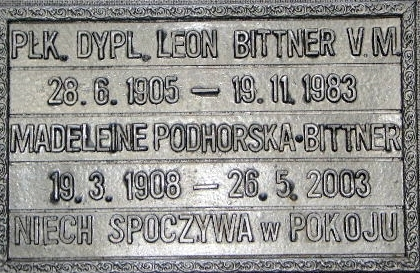
Leon Bittner – tablica w kolumbarium

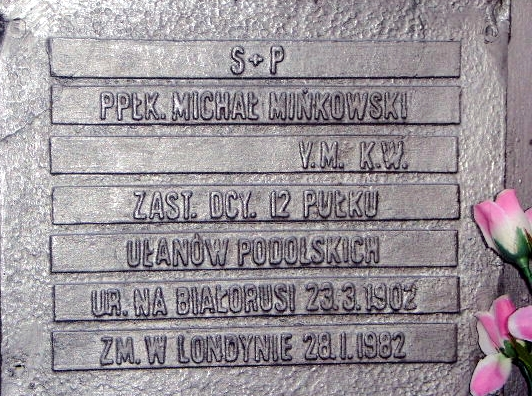
Michał Mińkowski – tablica w kolumbarium

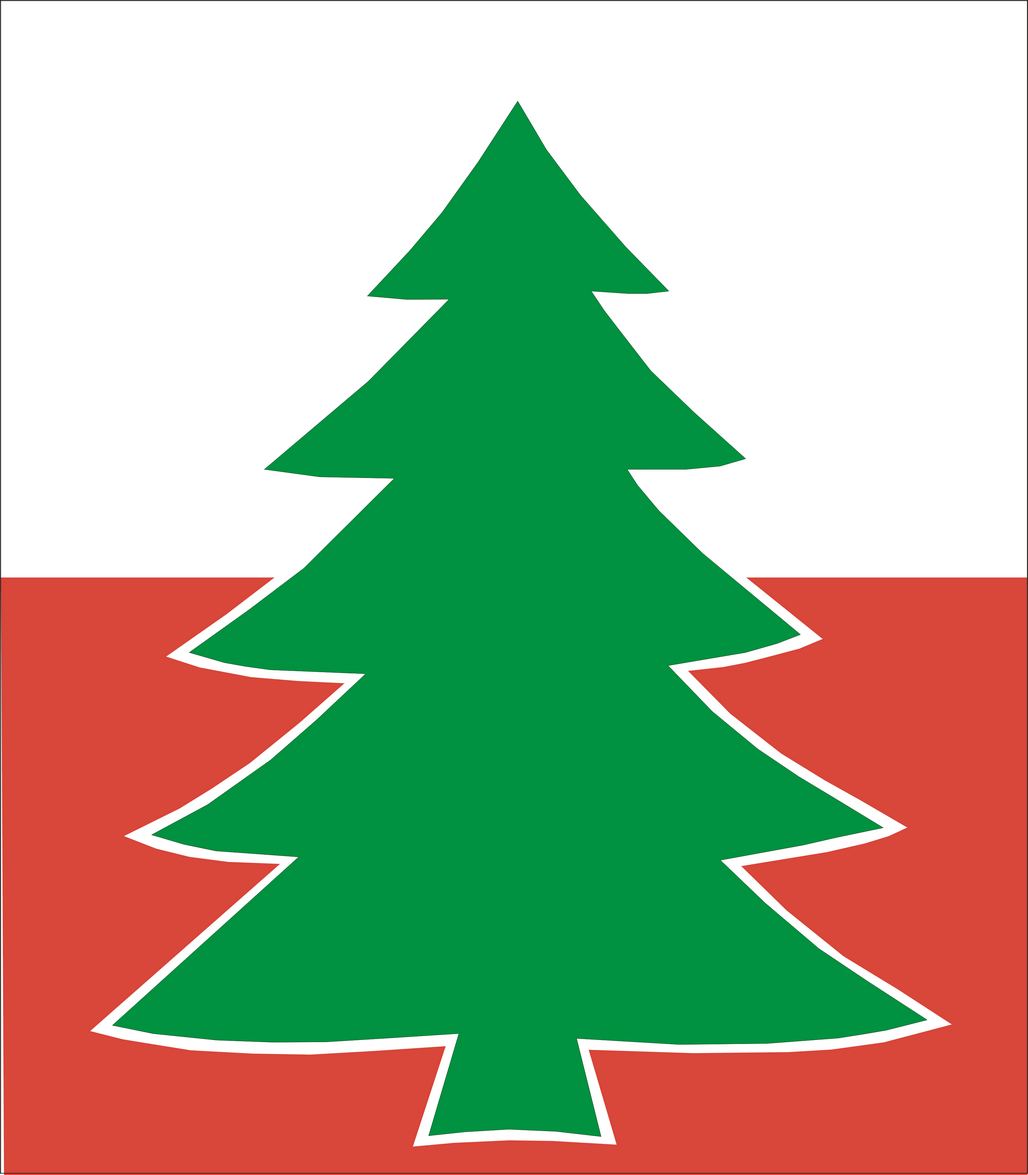
Oznaka rozpoznawcza 3 DSK

Znak pancerny

Zalążkiem 12 pułku Ułanów Podolskich w 2 Korpusie był Szwadron Przyboczny Dowódcy PSZ. W ZSRR dowódcą został rtm. Czesław Florkowski. W styczniu 1942 szwadron wraz z armią wyjechał do Taszkentu. 13 kwietnia 1942 z uwagi na zwiększony stan przemianowany na dywizjon z tytułem „oddział przyboczny PSZ”. W dniu 5 sierpnia rozkazem nr L.dz. 45/tjn./42 Dowódcy PSZ w ZSRR przemianowany został na Dywizjon Rozpoznawczy Dowództwa Armii. Dowódcą został rtm. Jerzy Klimkowski. Dywizjon pomiędzy 8 a 25 sierpnia 1942 roku drogą morską przetransportowany został do Iranu i tam z Ośrodka Zapasowego Armii dołączono szwadron pod dowództwem ppor. Wiktora Kołodko.
Nowy szwadron stał się 3 szwadronem z dowódcą por. Mieczysławem Kowszunem. Liczył wówczas 13 oficerów i ok. 350 szeregowych. Dopiero w dniu 14 września dywizjon przetransportowano pojazdami do Khanaquin w Iraku. 14 października 1942 roku dywizjon przetransportowano do Quizil Ribat. W dniu 17 października dywizjon po sformowaniu 4 szwadronu pod dowództwem ppor. M. Dziekońskiego zmienił nazwę na 12 pułk kawalerii pancernej, dodatkowo zorganizowano szwadron dowodzenia por. Stefana Gniewiewskiego. Nastąpiła samowolna zmiana w umundurowaniu – zmiana proporczyków pułkowych (z cichą aprobatą dowódcy armii gen. Andersa i szefa sztabu, byłego dowódcy pułku płk Rakowskiego). Jednak stan pułku stanowił jedynie 60% etatu brytyjskiego pułku samochodów pancernych. Od listopada 1942 roku pułk brał udział w koncentracji pułków kawalerii pancernej, gdzie przy udziale Pułku Ułanów Karpackich szkolono pozostałe oddziały. Organizacyjnie pułk był przeformowany zgodnie z brytyjskim etatem WE II/12/2. Sukcesywnie otrzymywał pojazdy pancerne i transportery opancerzone. W maju 1943 r. pułk został przydzielony do 3 Dywizji Strzelców Karpackich i na mocy rozkazu dowódcy APW nr L.dz.1408/tjn/43 z dnia 4 maja 1943 roku otrzymał nazwę 12 Podolski Pułk Rozpoznawczy, a 1 grudnia nastąpiła ostateczna zmiana w nazwie na 12 pułk Ułanów Podolskich rozkazem Naczelnego Wodza nr L.444/tjn/43. Jeszcze w sierpniu został zwolniony dowódca rtm. Jerzy Klimkowski, a czasowo pełnił tę funkcję rtm. Florkowski.
W dniu 25 sierpnia 1943 pułk wykonał przemarsz do Palestyny i osiągnął 30 sierpnia obóz „Hill 69". W okresie tym na podstawie rozkazu Dcy 2 KP z dniem 15 września dowództwo pułku objął mjr dypl. Leon Bittner. W związku z przewidywanym wejściem do akcji bojowej utworzono 2 Korpus Polski w składzie 3 Dywizji Strzelców Karpackich, 5 Kresowej Dywizji Piechoty i 2 Warszawskiej Brygady Pancernej. 12 pułk zorganizowany został wg brytyjskiego etatu III/251/22. W dniu 23 listopada nastąpił przemarsz pułku do obozu wojskowego w Quassassin w Egipcie. Stąd w dniach 10 i 13 grudnia 1943 oraz na początku stycznia 1944 nastąpił transport drogą morską z portów w Suezie i Port Saidu do południowych Włoch.

## Walki pułku 1944–1945
Działania pułku nad rzeką Sangro
Po przybyciu do Włoch pułk kwaterował w Canosa. Od 8 lutego 1944 12 pułk Ułanów Podolskich przejmował odcinek frontu od m. Colledimezzo do Pescopennataro i ostatecznie objął odcinek 21 lutego. Pułk prowadził obronę nad rzeką Sangro do 25 kwietnia 1944. Zluzowany przez oddziały brytyjskiego 10 Korpusu, pułk udał się na odpoczynek do Frosolone.
Bitwa o Monte Cassino
W nocy 4 i 5 maja spieszony pułk wzmocniony 4 kompanią 2 batalionu Strzelców Karpackich przejął odcinek obronny frontu 3 DSK wraz z 3 batalionem Strzelców Karpackich, przebiegający od podnóża wzg. 593 do skraju miasta Cassino. Ułani Podolscy pierwsi zdobyli wzgórze klasztorne demonstrując to zatkniętym proporcem pułkowym. Patrol ppor. Kazimierza Gurbiela wywiesił barwy pułkowe głosząc zwycięstwo polskiej armii. Niedługo po tym zostały zawieszone na maszcie flagi narodowe Polski i Wielkiej Brytanii. Wydzielony z pułku szwadron kombinowany por. Władysława Dziewickiego uczestniczył w walkach ulicznych w dniach 20–24 maja w boju o Piedimonte.
Bitwa o Ankonę
Podczas działań nad Morzem Adriatyckim w natarciu nad rzeką Chienti w składzie OW „Rud” w dniach 23 czerwca – 3 lipca pułk dotarł do rzeki i sforsował ją w ciężkich walkach i zajął Maceratę. W dniach 4–8 lipca wspierał 6 Lwowską BP w rejonie Filottrany. Od 9 do 14 lipca ułani podolscy wspierali włoski Korpus CIL osiągając czołowymi pododdziałami rzekę Musone. Od 15 lipca pozostawał w odwodzie 2 KP. Od 19 lipca pułk działał prowadząc pościg w ramach oddziału wydzielonego „B” 5 KDP pod dowództwem ppłk Wiktora Stoczkowskiego.
Od Ankony do rzeki Metauro
W dniach 21–24 lipca współdziałał w zdobyciu Ostry osiągając bronioną przez nieprzyjaciela rzekę Misa. Po przekroczeniu rzeki Misa, 4 sierpnia czołowe szwadrony pułku rozpoczęły pościg za wycofującym się wrogiem, osiągają w walkach rubież rzeki Nevola. Po czym od 5 sierpnia pułk przeszedł do obrony swoich pozycji na tej rzece. W sierpniu nastąpiła zmiana dowódcy. Do sztabu Naczelnego Wodza w Londynie odszedł ppłk Bittner, a na jego miejsce przyszedł ppłk Adam Antoni Bieliński. 9 sierpnia 12 pułk przeszedł do natarcia na styku Włoskiego Korpusu CIL i 5 Wileńskiej BP zdobył wzg. La Villa, a 10 i 11 sierpnia wzg. 238 Apolonta i miejscowość Corinaldo. Prowadzony dalszy pościg pozwolił przekroczyć rzekę Cesano. Wkrótce od 13 sierpnia pułk wszedł w skład grupy kawalerii pancernej gen. bryg. Z. Bohusza-Szyszko i zdając swoje pozycje objął nowe od jednostek włoskich przed rzeką Cesano. 18 i 19 sierpnia ułani podolscy w ciężkich walkach opanowali wzgórza za rzeką Cesano. Z uwagi na niemiecki odwrót od 21 sierpnia pułk przeszedł do pościgu, na kierunku Orciano di Pesaro, Mondavio. Zdobył S. Andrea di Suasa opanował grzbiet Orciano. 22 sierpnia kontynuując pościg doszedł do rzeki Metauro, następnego dnia po zabezpieczeniu przepraw przekazał odcinek frontu jednostkom I Korpusu Kanadyjskiego.
Walki o Linie Gotów
Od 26 sierpnia ułani znaleźli się w odwodzie korpusu. Od 29 sierpnia w ramach Zgrupowania Kawalerii gen. Bohusza-Szyszko wykonywał pościg za wrogiem w kierunku „Linii Gotów”. 30 i 31 sierpnia wziął udział wraz z Pułkiem Ułanów Karpackich w oczyszczaniu miasta Pesaro. Od 2 września 1944 roku część 12 pułku prowadziła pościg wzdłuż drogi nr 16 forsując rzekę Foglia współdziałając z 2 BSK. W następnym dniu pododdziały pułku zostały zluzowane przez Kanadyjczyków. Od 4 do 8 września Podolscy Ułani przebywali na odpoczynku w Fano, a po 8 września w miejscowości Montecosaro. Wrzesień był okresem, kiedy pułk odpoczywał (urlopy, zwiedzanie Rzymu itd.). Pułk odwiedził dowódca korpusu – gen. Władysław Anders. W październiku nastąpiła kolejna zmiana dowódcy. Został nim ppłk dypl. Leon Fudakowski.
Walki w Apeninach Emiliańskich
W dniu 17 października 1944 roku 12 Pułk Ułanów Podolskich został dyslokowany do Arezzo, pozostawiając tam sprzęt ciężki. 1 listopada zluzował brytyjski pułk rozpoznawczy w rejonie wzg. 652 Forcella miejscowość Rocca S. Casciano, w związku z tym działał jako oddział pieszy rozpoczynając kampanię w Apeninach Emiliańskich. Został podporządkowany dowódcy 1 Brygady Strzelców Karpackich płk dypl. Kazimierzowi Wiśniowskiemu. Wraz z 1 BSK w dniu 6 listopada przeszedł do natarcia w kierunku miejscowości Ruffillo i M. Porticino, wzg. 385. Ze względu na trudne warunki górskie i niesprzyjającą pogodę opanował przedmioty natarcia w dniu następnym. Całość sił pułku w dniu 9 listopada zdobyła miasto Dovadola. W dniach 10–13 listopada współdziałając z 6 LBP prowadził natarcie w kierunku miejscowości Turricchis i Casole. 14 i 15 listopada pułk odpoczywał w Dovadola, następnie 16 listopada przejął odcinek obrony od 5 batalionu Strzelców Karpackich zajmując poszczególnymi szwadronami wzg. 422 San Antonio, M la Siba i Cerreto. Na pozycjach prowadził jako oddział piechoty intensywną akcję patrolową. W dniu 23 listopada 12 pułk wykonał pomocnicze natarcie na odcinku Bruciata-Urbanio mające odciążyć główne natarcie prowadzone przez 1 BSK. Natarcie odniosło powodzenie, w rezultacie pułk jako oddział czołowy 1 BSK prowadził pościg stopniowo zmieniając trakcję z pieszej, na pojazdy pancerne. Ulewne deszcze od 26 listopada doprowadziły do powodzi, która odcięła I rzut dowództwa pułku i 2 szwadron od pozostałych sił pułku. 1 grudnia pułk w całości skoncentrowano w Castrocaro. Od 3 do 17 grudnia na zmianę poszczególne szwadrony 12 Pułku Ułanów Podolskich wspierały działania 1 BSK w rejonie Brisighella. Od 18 grudnia pułk całością przeszedł na odpoczynek do miejscowości Mercato Saraceno.
Reorganizacja pułku i zmiana zadań
W dniach 28–31 grudnia 1944 roku ułani podolscy przemieścili się częściowo rzutem kołowym i drogą morską do nowego miejsca postoju w Cesarano na południu Włoch. Podporządkowany został Dowódcy Bazy 2 Korpusu. 12 Pułk Ułanów Podolskich wyłonił ze swoich szeregów zalążek 7 Pułku Ułanów Lubelskich im. gen. Kazimierza Sosnkowskiego w ilości 19 oficerów i 293 szeregowych na czele z ppłk dypl. Bronisławem Mokrzyckim oraz większość pojazdów bojowych i część taboru gospodarczego. W dniu 18 stycznia 1945 roku odbyło się wyłączenie ułanów lubelskich z pułku ułanów podolskich. Od tego momentu pułk przeprowadzał reorganizację na etat WE III/236/2 jako pułk rozpoznawczy korpusu o stanie etatowym 58 oficerów 808 szeregowych. Prowadzono szkolenie oraz napłynęły uzupełnienia stanu osobowego z jednostek Bazy 2 Korpusu. Zarządzeniem z marca 1945 Naczelny Wódz zezwolił na noszenie granatowych sznurów naramiennych do gwizdka zamiast ogólnie używanych koloru khaki. Postanowiono wznowić nadanie odznaki pułkowej.

## Ułani Podolscy po zakończeniu wojny
15 czerwca pułk dyslokowany został do Imoli w rejonie Bolonii, tam zorganizowano 4 szwadron i otrzymano sprzęt bojowy z Pułku Ułanów Karpackich. W końcu czerwca przemieszczono ułanów do Cingoli – gdzie stacjonował aż do października 1946, 11 listopada 1945 lotnicy polscy ofiarowali pułkowi sztandar. Na uroczystość jego nadania przybyli: gen. Władysław Anders, gen. Zygmunt Bohusz-Szyszko, gen. Bolesław Duch, gen. Nikodem Sulik, gen. Bronisław Rakowski i gen. Przewłocki. W październiku 1945 pułk statkiem z Neapolu popłynął do Wielkiej Brytanii, gdzie polskie jednostki po restrukturyzacji tworzyły Polski Korpus Przysposobienia i Rozmieszczenia. Z dniem 6 maja 1947 rozwiązany został 12 pułk Ułanów Podolskich. Pułkiem dowodził aż do odejścia ostatniego żołnierza ppłk Leon Fudakowski. Na wielkim zjeździe 7 maja 1947 zostało powołane do życia Koło Żołnierzy 12 Pułku Ułanów Podolskich.
11 listopada 1966 roku nadano pułkowi Order Virtuti Militari

## Obsada personalna
Szwadron/Oddział/Dywizjon Przyboczny/Rozpoznawczy/12 Pułk Kawalerii Pancernej
- Dowódca

rtm. Czesław Florkowski (IX 1941–5 VIII 1942)
rtm. Jerzy Klimkowski (5 VIII 1942–21 VIII 1943)
- Zastępca dowódcy – rtm. Czesław Florkowski (od 5 VIII 1942)
- Adiutant – ppor. Mirosław Dziekoński
- 1 szwadron – por. Zbigniew Kuczera
- 2 szwadron – por. Andrzej Czykowski[17]
- 3 szwadron – ppor. Mirosław Dziekoński

Obsada personalna 12 pułku Ułanów Podolskich
Dowódca pułku
- mjr/ppłk dypl. Leon Bittner (15 IX 1943–6 VIII 1944[18]),
- ppłk Adam Bieliński (7 VIII – 30 X 1944[18])
- ppłk dypl. Leon Fudakowski (1 XI 1944–9 V 1947[18])

Zastępca dowódcy pułku
- rtm./mjr Czesław Florkowski (5 VIII 1942–8 XI 1944[19])
- ppłk dypl. Bronisław Mokrzycki (X 1944 – I 1945 początkowo na stażu[19])
- mjr Kazimierz Garbacki (od II 1945[20])
- rtm. Michał Mińkowski (od I 1946[21])

Adiutant pułku
- por. Wacław Kiełczewski (do VIII 1944)
- rtm. Jerzy Rędziejowski (VIII 1944[22]- I 1945[23])
- rtm. Mirosław Dziekoński (od I 1945[23])
- por. Wiktor Kołodko (od X 1945[24])

Kwatermistrz – rtm. Zbigniew Kuczera
dowódca szwadronu dowodzenia
- por. Stefan Gniewiewski
- por./rtm. Mieczysław Kowszun
- rtm Jan Chojnacki (od XII 1944[25]- 3 X 1945)
- rtm. Mirosław Dziekoński (od X 1945[24])

dowódca 1 szwadronu
- por./rtm. Mieczysław Sander (do VIII 1944[22])
- por./rtm. Włodzimierz Tabaka

dowódca 2 szwadronu
- por./rtm. Jerzy Rędziejowski (do VIII 1944[22])
- por. Wiktor Kołodko

dowódca 3 szwadronu
- por./rtm. Mirosław Dziekoński (do I 1945[23])
- rtm. Władysław Dziewicki[23]

dowódca 4 szwadronu (od VI 1945)
- por. Józef Szkudlarek (od VI 1945[26])